# Nacionalni park Pirin
Nacionalni park Pirin (bugarski: Национален парк Пирин) je nacionalni park u jugozapadnoj Bugarskoj, a sastoji se od većeg dijela planine Pirin od 274 km² na 1.008-2.914 metara nadmorske visine. Uz njegove granice nalaze se još dva parka prirode, Bayuvi Dupki-Dzhindzhiritsa, jedan od najstarijih u zemlji, i Yulen, koji zajedno čine 403.32 km² zaštićenog područja.
Park Viren je osnovan 8. kolovoza 1962. godine u želji očuvanja šuma na najvišem dijelu planine. Tada se prostirao na skromnih 64 km². U Banskom se osnovao odvojeni dio parka 1979. godine, da bi oba dijela pod istim imenom kao Nacionalni park Pirin bili upisani na UNESCO-ov popis mjesta svjetske baštine u Europi 1983. godine.
Zbog velike razlike u reljefu u parku se može naći velika raznolikost biljnog i životinjskog života, zbog čega je jedno od najzanimljivijih područja za botaničare i zoologe. Razlikuju se tri biljna pojasa ovisno o visini: šumska klima, podalpska i alpska klima. Tu se nalazi oko 1.300 vrsta viših biljaka i 300 vrsta mahovina (30% cijelog biljnog života u Bugarskoj), od toga je 18 endemskih vrsta poput runolista, simbola Pirina.
Oko 2090 vrsta i podvrsta kralješnjaka se može pronaći u parku, od kojih su 300-tinjak rijetkih vrsta, 214 endemskih i 175 relikta, kao i 15 koji su na međunarodnom popisu ugroženih vrsta. U parku se može naći 6 vrsta riba, 8 vrsta vodenjaka i 11 vrsta reptila, 160 vrsta ptica (40% vrsta ptica Bugarske), te 45 vrste sisavaca (50% vrsta u Bugarskoj) uključujući 12 vrsta šišmiša, te endemske divlju kozu i mrkog medvjeda.
- Vrh Viren s Popovog jezera
- Slap s Popovog jezera
- Bašlijski čukar
- Valjaviško jezero
- Bajkuševa mura, 24 metra visoka munika koja je najstarije drvo u Bugarskoj
- Zabeškoto jezero i Muratov vrh zimi
- Momina kula
- Vrh Konarevo i Perliška jezera

## Vanjske poveznice
- Službena stranica  Arhivirana inačica izvorne stranice od 10. siječnja 2016. (Wayback Machine)
- Svjetski centar za nadgledanje održavanja  Arhivirana inačica izvorne stranice od 23. veljače 2007. (Wayback Machine)